# وصف مرئي
الوصف المرئي ويشار إليه أيضًا باسم وصف الصورة أو الوصف الذاتي (أو في حالة الوصف الصوتي للفيلم أو البرنامج التلفزيوني) هو شرح مفصل للصورة يوفر وصولاً نصيًا أو لفظيًا إلى المحتوى المرئي أو المشهد. عند الإشارة إلى صفحات الويب أو محتوى الوسائط الاجتماعية أو المستندات عبر الإنترنت، غالبًا ما يتم نقل الوصف المرئي في شكل سمة ألت، وفي حالة التعريف الذاتي للاجتماعات الشاملة، غالبًا ما يكون الوصف اللفظي أو الكتابي للخصائص الجسدية والهوية والمحيط.

## وصف الصورة
وصف الصورة هو وصف نصي يشير إلى خصائص الصورة. يعرض النص البديل معلومات بصرية عبر نص (عادةً ما يكون مُرمَّزًا بترميز أتش تي أم أل)، وذلك في المقام الأول لمساعدة المكفوفين الذين يستخدمون برامج قراءة الشاشة على الوصول إلى المحتوى المرئي والتفاعل معه.

## وصف ذاتي
لتوفير إمكانية الوصول البصري للأشخاص المكفوفين أو ذوي الإعاقات الأخرى، يُعدّ الوصف الذاتي شرحًا موجزًا للمظهر الجسدي للفرد وخصائص هويته، ويُعلن عنه في بداية اجتماعات المجموعات أو الندوات أو حلقات النقاش أو البروتوكول التمهيدي العام. يتكون الوصف الذاتي عادةً من اسم الشخص وجنسه وهويته العرقية وصفاته الظاهرة، وغيرها.